# سرونسکو
سرونسکو (به بلغاری: Srunsko) یک منطقهٔ مسکونی در بلغارستان است که در شهرستان آردینو واقع شده‌است.
 سرونسکو ۵٫۸۹۷ کیلومتر مربع مساحت و ۷۵ نفر جمعیت دارد.